# Монтенегро
Монтенегро позната и као Монтенегро – или свиње и бисери (швед. Montenegro eller Pärlor och svin) је шведска црна комедија српског редитеља Душана Макавејева из 1981 .

## Радња
Мерилин Џордан је досадна, депресивна америчка домаћица, удата за богатог шведског бизнисмена са двоје, наизглед савршене деце. Своју егзистенцију покушава да „зачини“ тако што ће изненадити породицу када им поједе целу вечеру, запалити постељину и затровати млеко пса, а затим му саветовати да не пије (пас не пије). На крају Мартин, Мерилин муж, одлучује да је прегледа психијатар, али то само изазива њено понашање и додатно погоршава њену фрустрацију.
Једног дана, Мерилин одлучује да прати свог мужа на пословном путу, али бива задржана од аеродромског обезбеђења због техничких разлога.
Након што је пропустила свој авион, Мерилин се спријатељила са групом Југословена и одведена је у клуб који они воде, а који носи чудно име Занзи-Бар. Мерилин се препушта њиховом фантастичном, надреалном свету борбе лопатом, печења јагњетине, стриптиза и слободне љубави. Све кулминира тако што Мерилин има страствену везу са младићем по имену Монтенегро који ради у зоолошком врту.
Након што је провела ноћ са Монтенегром, Мерилин схвата да је, иако обожава овај свет, странац у њему. Потпуно схвативши ово, она убија младића и враћа се кући.
Када се врати кући, Мерилин служи својој породици раскошну гурманску вечеру, након чега следи лагани воћни десерт – за који натпис најављује да је отрован. Коначни међунаслов наводи; „прича је заснована на стварним догађајима“.

## Глумци
- Сузан Анспах - Мерилин
- Ерланд Џозефсон - Мартин Џордан
- Маријана Џејкоби - Куки Џордан
- Џејми Марш - Џими Џордан
- Џон Захарија - деда Бил
- Пер Осцарссон - Др Арам Пазардјиан
- Марина Линдахл - секретар
- Бора Тодоровић - Алекс Росињол
- Лизбет Зекирсон - Рита Росињол
- Светозар Цветковић – Монтенегро
- Драган Илић – Хасан
- Никола Јанић – Мустафа
- Миле Петровић - муштерија Занзи бара
- Џон Паркинсон - пијаниста

## Пријем
На Rotten Tomatoes-у филм има оцену одобравања од 88% на основу рецензија 16 критичара.
Роџер Еберт је дао 4 од 4 и написао: „Може бити нечег апсолутно ослобађајућег у филму који сачињава своја правила док иде. Винсент Кенби из Њујорк тајмс-а дао јој је негативну рецензију и назвао ју је „Половично надреална комедија испуњена усиљеним расположењем, неуверљивим лудостима и неуспелим шампањацима“.

## Награде
Монтенегро је номинован за Златну палму на Филмском фестивалу у Кану 1981. добио је награду публике и специјалну награду Мостра на Међународном филмском фестивалу у Сао Паулу.